# Gwiazda Q
Gwiazda Q, szara dziura (ang. Q-star) – hipotetyczny model małej, ciężkiej gwiazdy neutronowej zbudowanej z materii egzotycznej. Obiekt tego typu wyglądałby w większości przypadków jak czarna dziura. Jednym z kandydatów na „szarą dziurę” jest V404 Cygni.